# Duitsland op het Eurovisiesongfestival 2004
Duitsland deed mee aan het Eurovisiesongfestival 2004 in Istanboel. Het was de 48ste deelname van het land op het Eurovisiesongfestival.

## Selectieprocedure
Net zoals het voorbije jaar koos men ook deze keer weer voor een nationale finale, Germany 12 Points genaamd.
Deze werd gehouden op 19 maart 2004 en werd gehouden in Treptow Arena in Berlijn en werd gepresenteerd door Jörg Pilawa & Sarah Kuttner
Tien artiesten namen deel aan deze finale en de winnaar werd bepaald door televoting en SMS-stemmen.

| #  | Artiest                    | Lied (Muziek en lyrics)                                                                  | Plaats |
| -- | -------------------------- | ---------------------------------------------------------------------------------------- | ------ |
| 1  | Patrick Nuo                | Undone (David Jost, Dave Roth)                                                           |        |
| 2  | MIA.                       | Hungriges Herz (Gunnar Spies, Mieze)                                                     |        |
| 3  | Sabrina Setlur             | Liebe (Moses Pelham, Martin Haas, Sabrina Setlur)                                        |        |
| 4  | Overground                 | Der letzte Stern (MIke Michaels, MM Dollar, Mark Tabak, Deema)                           |        |
| 5  | Tina Frank                 | Ich schenk' dir mein Herz (Jörn Christof Heilbut, Robert Schulte Hemming, Jens Langbein) |        |
| 6  | Maximilian Mutzke          | Can't Wait Until Tonight (Stefan Raab)                                                   | 1ste   |
| 7  | WestBam feat. Afrika Islam | Dancing with the rebels (WestBam, Afrika Islam, Professor Klaus)                         |        |
| 8  | Laith Al-Deen              | Höher (Laith Al-Deen, Götz von Sydow)                                                    |        |
| 9  | Wonderwall                 | Silent tears (Wonderwall)                                                                |        |
| 10 | Scooter                    | Jigga Jigga! (H.P. Baxxter, Rick J. Jordan, Jay Frog, Jens Thele)                        | 2de    |

## In Istanboel
In de finale van het Eurovisiesongfestival 2004 moest Duitsland optreden als 8ste, net na Nederland en voor Albanië. Op het einde van de stemming bleek dat ze op een 8ste plaats geëindigd waren met 93 punten.
Men ontving 1 keer het maximum van de punten.
Nederland en België hadden respectievelijk 3 en 0 punten over voor deze inzending.

### Gekregen punten
| 12 punten | 10 punten                                  | 8 punten                                       | 7 punten             | 6 punten                         |
| --------- | ------------------------------------------ | ---------------------------------------------- | -------------------- | -------------------------------- |
| - Spanje  | - Oostenrijk - Zwitserland                 | - Portugal                                     | - Frankrijk - Monaco | - Polen                          |
| 5 punten  | 4 punten                                   | 3 punten                                       | 2 punten             | 1 punt                           |
| - Turkije | - Ierland - Roemenië - Verenigd Koninkrijk | - Bosnië en Herzegovina - Nederland - Slovenië | - Albanië - Estland  | - Kroatië - Litouwen - Noorwegen |

### Gegeven punten

#### Halve Finale
Punten gegeven in de halve finale:
| 12 punten | Servië en Montenegro  |
| 10 punten | Griekenland           |
| 8 punten  | Albanië               |
| 7 punten  | Bosnië en Herzegovina |
| 6 punten  | Oekraïne              |
| 5 punten  | Kroatië               |
| 4 punten  | Cyprus                |
| 3 punten  | Noord-Macedonië       |
| 2 punten  | Nederland             |
| 1 punt    | Israël                |

#### Finale
Punten gegeven in de finale:
| 12 punten | Turkije              |
| 10 punten | Servië en Montenegro |
| 8 punten  | Cyprus               |
| 7 punten  | Griekenland          |
| 6 punten  | Oekraïne             |
| 5 punten  | Albanië              |
| 4 punten  | Polen                |
| 3 punten  | Zweden               |
| 2 punten  | Spanje               |
| 1 punt    | Kroatië              |

1956 · 1957 · 1958 · 1959 · 1960 · 1961 · 1962 · 1963 · 1964 · 1965 · 1966 · 1967 · 1968 · 1969 · 1970 · 1971 · 1972 · 1973 · 1974 · 1975 · 1976 · 1977 · 1978 · 1979 · 1980 · 1981 · 1982 · 1983 · 1984 · 1985 · 1986 · 1987 · 1988 · 1989 · 1990 · 1991 · 1992 · 1993 · 1994 · 1995 · 1996 · 1997 · 1998 · 1999 · 2000 · 2001 · 2002 · 2003 · 2004 · 2005 · 2006 · 2007 · 2008 · 2009 · 2010 · 2011 · 2012 · 2013 · 2014 · 2015 · 2016 · 2017 · 2018 · 2019 · 2020 · 2021 · 2022 · 2023 · 2024 · 2025